# Jean Louis Cabanis

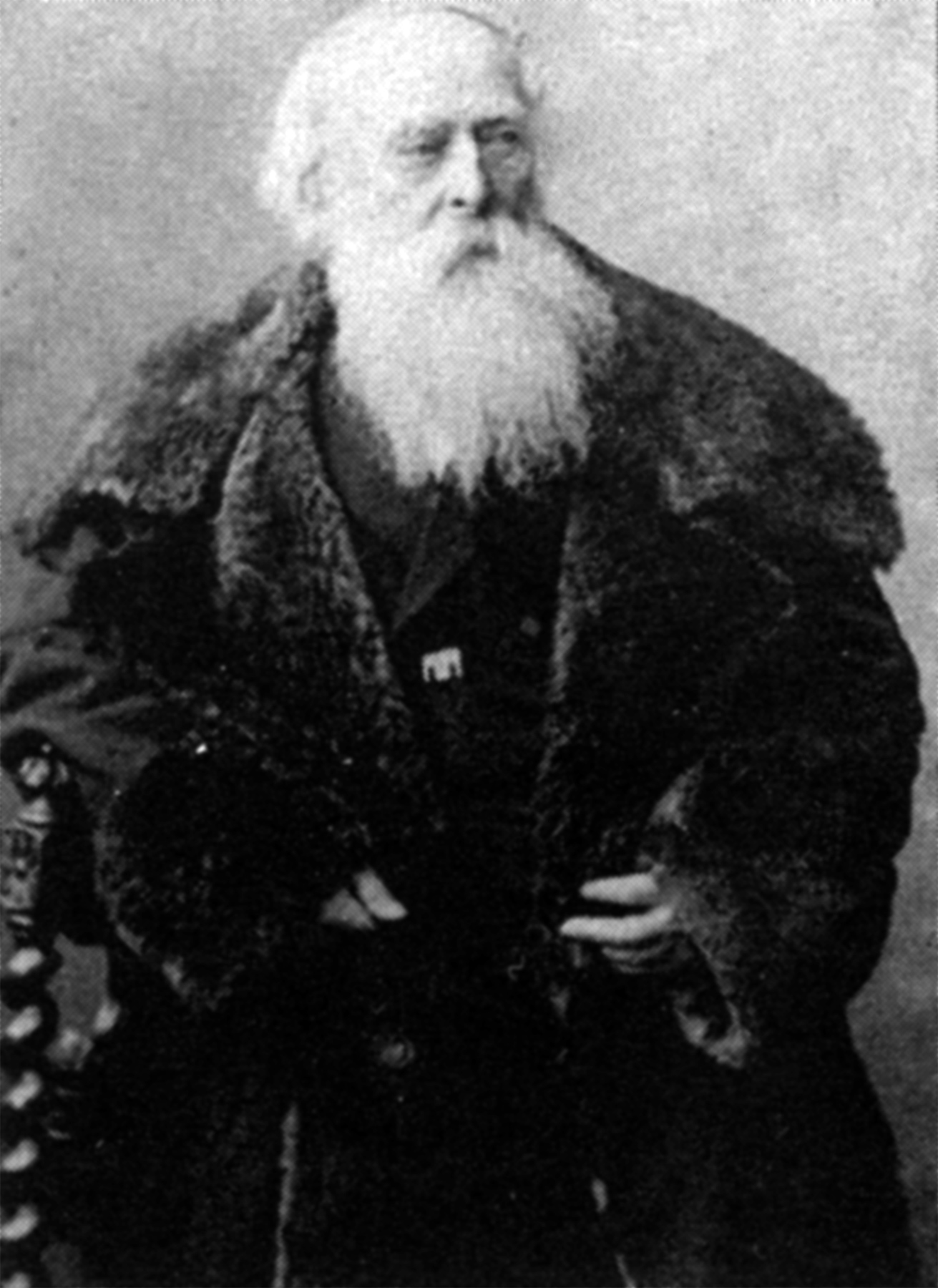
Jean Louis Cabanis

Jean Louis Bennoit Cabanis (* 8. März 1816 in Berlin; † 20. Februar 1906 in Friedrichshagen) war ein deutscher Ornithologe.

## Leben und Wirken
Jean Louis Bennoit Cabanis wurde als Sohn des Tapetenfabrikanten Jean Louis Bennoit Cabanis und dessen Ehefrau Auguste Marie Charlotte geb. Fahland am 8. März 1816 in Berlin geboren. Cabanis studierte von 1835 bis 1839 an der Friedrich-Wilhelms-Universität Berlin. Anschließend ging er nach Nordamerika, von wo er 1841 nach Berlin zurückkehrte und eine große Sammlung naturhistorischer Fundstücke mitbrachte. Danach war er zunächst Angestellter des Museums für Naturkunde. Später wurde er dort Direktor als Nachfolger von Martin Lichtenstein. Für das Zoologische Museum arbeitete er mehr als 50 Jahre lang, von 1841 bis 1892.
1853 gründete er das Journal für Ornithologie, dessen Herausgeber er 41 Jahre lang war. Dann wurde er von seinem Schwiegersohn Anton Reichenow abgelöst.

## Ehrungen und Gedenken
Einige Ornithologen benannten nach Cabanis ein Taxon. Hierzu gehören u. a.:
- Die Cabanis-Ammer (Emberiza cabanisi (Reichenow, 1875))
- Der Östliche Dunkeldickichtschlüpfer (Synallaxis cabanisi (Berlepsch & Leverkuhn, 1890))
- Die Cabanis-Tangare (Tangara cabanisi (Sclater,PL, 1868))
- Der Cabanis-Bülbül (Phyllastrephus cabanisi (Sharpe, 1882))
- Der Langschwanzwürger (Lanius cabanisi (Hartert, 1906))
- Der Schwarzkopfspätzling (Pseudonigrita cabanisi (Fischer & Reichenow, 1884))
- Cabanis-Drossel (Turdus plebejus Cabanis, 1861) zumindest im Trivialname
- Cabanis-Weber (Ploceus intermedius Rüppell, 1845)
- Unterart des Cabanis-Webers (Ploceus intermedius cabanisii (Peters, WKH, 1868)) für den im Englischen der Trivialname Cabanis's Masked Weaver existiert.
- Unterart des Goldhähnchen-Waldsängers (Basileuterus culicivorus cabanisi Berlepsch, 1879) für den im Englischen auch der Trivialname Cabanis's Warbler existiert.
- Unterart des Buntspechts (Dendrocopos major cabanisi (Malherbe, 1854))
- Unterart des Goldschnabelhopfs (Rhinopomastus minor cabanisi (Filippi, 1853))
- Unterart des Eichhornkuckucks (Piaya cayana cabanisi Allen, 1893)
- Unterart des Grünfischers (Chloroceryle americana cabanisii (Tschudi, 1846))
- Unterart des Augenstreif-Schnäppertyranns (Cnemotriccus fuscatus cabanisi (Léotaud, 1866))
- Unterart des Andendunkeltyranns (Knipolegus signatus cabanisi Schulz, 1882)
- Unterart der Weißwangenammer (Melozone biarcuata cabanisi  (P. L. Sclater & Salvin, 1868))
- Unterart des Seidenkuhstärlings (Molothrus bonariensis cabanisii Cassin, 1866)
- Unterart des Rotbürzel-Ammerfinken (Poospiza lateralis cabanisi Bonaparte, 1850)
- Unterart des Ockerbrauen-Blattspähers (Syndactyla rufosuperciliata cabanisi (Taczanowski, 1875))
- Unterart des Schalowturakos (Tauraco livingstonii cabanisi (Reichenow, 1883))

Das South American Classification Committee hat allerdings Poospiza cabanisi als eigenständige Art kategorisiert. Ebenfalls herrscht bei manchen Autoren die Meinung vor, dass Melozone cabanisi eine eigene Art ist. Man findet in der Literatur auch Knipolegus cabanisi als eigene Art, doch das South American Classification Committee lehnt diese Kategorisierung  bisher ab.

## Beschreibungen
Cabanis hat allein oder mit anderen Autoren eine Vielzahl von Vogeltaxa wissenschaftlich beschrieben. Zusammen mit Charles Lucien Jules Laurent Bonaparte beschrieb er 1850 die Gattung Stenostira. Ebenso hat in Zusammenarbeit mit Ferdinand Heine zahlreiche Gattungen, Arten und Unterarten beschrieben. Die Beschreibung der Unterarten des Allfarblori (Trichoglossus haematodus flavicans) geht auf eine Zusammenarbeit mit Anton Reichenow zurück. Allein hat er u. a. die Arten Waldzaunkönig (Henicorhina leucosticta), Schuppenmantel-Ameisenwächter (Hylophylax poecilinotus) und Augenring-Breitschnabeltyrann (Rhynchocyclus brevirostris) sowie die Gattungen Poospiza, Baeolophus und Cichlopsis beschrieben.

### Gattungen
Im Folgenden finden sich chronologisch nach dem Erstbeschreibungsdatum die Gattungen, die Cabanis auch mit anderen Autoren zusammen beschrieben hat:
- Cyphorhinus Cabanis, 1844
- Leptopogon Cabanis, 1844
- Mionectes Cabanis, 1844
- Phrygilus Cabanis, 1844
- Sporophila Cabanis, 1844
- Chasiempis Cabanis, 1847
- Chiroxiphia Cabanis, 1847
- Dysithamnus Cabanis, 1847
- Geothlypis Cabanis, 1847
- Herpsilochmus Cabanis, 1847
- Hypocnemis Cabanis, 1847
- Lampropsar Cabanis, 1847
- Lamprospiza Cabanis, 1847
- Loxops Cabanis, 1847
- Mycerobas Cabanis, 1847
- Ochthoeca Cabanis, 1847
- Panyptila Cabanis, 1847
- Piprites Cabanis, 1847
- Pogonocichla Cabanis, 1847
- Poospiza Cabanis, 1847
- Pyriglena Cabanis, 1847
- Salpinctes Cabanis, 1847
- Sporopipes Cabanis, 1847
- Thamnomanes Cabanis, 1847
- Thripophaga Cabanis, 1847
- Xenopipo Cabanis, 1847
- Basileuterus Cabanis, 1848
- Stenostira Cabanis & Bonaparte, 1850
- Aethopyga Cabanis, 1850
- Anthoscopus  Cabanis, 1850
- Baeolophus Cabanis, 1850
- Buthraupis Cabanis, 1850
- Cheramoeca Cabanis, 1850
- Cichlopsis Cabanis, 1850
- Cistothorus Cabanis, 1850
- Eumyias Cabanis, 1850
- Euthlypis Cabanis, 1850
- Hemithraupis Cabanis, 1850
- Himatione Cabanis, 1850
- Myrmecocichla Cabanis, 1850
- Petrochelidon Cabanis, 1850
- Pomatostomus Cabanis, 1850
- Psalidoprocne Cabanis, 1850
- Sigelus Cabanis, 1850
- Tachycineta Cabanis, 1850
- Thamnolaea Cabanis, 1850
- Trichothraupis Cabanis, 1850
- Trochocercus Cabanis, 1850
- Urocissa Cabanis, 1850
- Agelasticus Cabanis, 1851
- Ailuroedus Cabanis, 1851
- Amblycercus Cabanis, 1851
- Ammomanes Cabanis, 1851
- Aphelocoma Cabanis, 1851
- Bucanetes Cabanis, 1851
- Catreus Cabanis, 1851
- Chersomanes Cabanis, 1851
- Chlorospingus Cabanis, 1851
- Coryphospingus Cabanis, 1851
- Cyanolyca Cabanis, 1851
- Donacospiza Cabanis, 1851
- Haplospiza Cabanis, 1851
- Hemispingus Cabanis, 1851
- Heteralocha Cabanis, 1851
- Lagonosticta Cabanis, 1851
- Lichenostomus Cabanis, 1851
- Lichmera Cabanis, 1851
- Orchesticus Cabanis, 1851
- Oryzoborus Cabanis, 1851
- Pyrrhocoma Cabanis, 1851
- Rhodopechys Cabanis, 1851
- Thlypopsis Cabanis, 1851
- Uraeginthus Cabanis, 1851
- Contopus Cabanis, 1855
- Empidonax Cabanis, 1855
- Gymnoglaux Cabanis, 1855
- Teretistris Cabanis, 1855
- Tryngites Cabanis, 1857
- Acropternis Cabanis & Heine, 1859
- Baryphthengus Cabanis & Heine, 1859
- Biatas Cabanis & Heine, 1859
- Capsiempis Cabanis & Heine,
- Conopias Cabanis & Heine, 1859
- Empidonomus Cabanis & Heine, 1859
- Hemitriccus Cabanis & Heine, 1859
- Hypoedaleus Cabanis & Heine, 1859
- Myrmoborus Cabanis & Heine, 1859
- Percnostola Cabanis & Heine, 1859
- Phleocryptes Cabanis & Heine, 1859
- Phyllomyias Cabanis & Heine, 1859
- Phylloscartes Cabanis & Heine, 1859
- Pyrrhomyias Cabanis & Heine, 1859
- Rhynchocyclus Cabanis & Heine, 1859
- Sirystes Cabanis & Heine, 1859
- Terenura Cabanis & Heine, 1859
- Psophocichla Cabanis, 1860
- Anthocephala Cabanis & Heine, 1860
- Bycanistes Cabanis & Heine, 1860
- Caridonax Cabanis & Heine, 1860
- Opisthoprora Cabanis & Heine, 1860
- Panterpe Cabanis & Heine, 1860
- Amaurospiza Cabanis, 1861
- Cyanocompsa Cabanis, 1861
- Pezopetes Cabanis, 1861
- Argicus Cabanis & Heine, 1863
- Caliechthrus Cabanis & Heine, 1863
- Ceuthmochares Cabanis & Heine, 1863
- Hypnelus Cabanis & Heine, 1863
- Notharchus Cabanis & Heine, 1863
- Nystalus Cabanis & Heine, 1863
- Rhopodytes Cabanis & Heine, 1863
- Xenospingus Cabanis, 1867
- Nesospiza Cabanis, 1873
- Schizoeaca Cabanis, 1873
- Xenodacnis Cabanis, 1873
- Neolestes Cabanis, 1875
- Microparra Cabanis, 1877
- Lophospingus Cabanis, 1878
- Tmetothylacus Cabanis, 1879
- Cercococcyx Cabanis, 1882
- Pachycoccyx Cabanis, 1882

### Arten
Arten, die Cabanis allein oder mit anderen beschrieben hat, sind außerdem:
- Oahu-Astläufer (Paroreomyza maculata (Cabanis, 1851))
- Jemenastrild (Estrilda rufibarba (Cabanis, 1851))
- Bergstrandläufer (Calidris mauri (Cabanis, 1857))
- Rußdrossel (Turdus nigrescens Cabanis, 1861)
- Feuerschnabelarassari (Pteroglossus frantzii Cabanis, 1861)
- Feuer-Waldsänger (Parula gutturalis (Cabanis, 1861))
- Einfarb-Hakenschnabel (Diglossa plumbea Cabanis, 1861)
- Cabaniszaunkönig (Cantorchilus modestus (Cabanis, 1861))
- Hoffmannspecht (Melanerpes hoffmannii (Cabanis, 1862))
- Rotkappenspecht (Melanerpes rubricapillus (Cabanis, 1862))
- Kastanienbauch-Bergtangare (Iridosornis jelskii (Cabanis, 1873))
- Decken-Toko (Tockus deckeni (Cabanis, 1868))
- Rubinkehltangare (Nemosia rourei Cabanis, 1870)
- Babali-Hornvogel (Bycanistes albotibialis (Cabanis & Reichenow, 1877))
- Hildebrandtglanzstar (Lamprotornis hildebrandti (Cabanis, 1878))
- Rostkehl-Wasseramsel (Cinclus schulzi Cabanis, 1882)
- Tucumán-Amazone (Amazona tucumana (Cabanis, 1885))

## Werke
- zusammen mit (ab T. II) Ferdinand Heine jun.: Museum Heineanum : Verzeichniss der ornithologischen Sammlung des Oberamtmann Ferdinand Heine, auf Gut St. Burchard vor Halberstadt; mit kritischen Anmerkungen und Beschreibung der neuen Arten ... [NT: Museum Ornithologium Heineanum]
  - I. Theil,  die Singvögel enthaltend (Halberstadt, 1850–1851) online
  - II. Theil, die Schreivögel enthaltend (Halberstadt, 1859–1860) online
  - III. Theil, die Schrillvögel und die Zusammenstellung der Gattungen und Arten des 1.-3. Theils enthaltend (Halberstadt, 1860) online
  - IV. Theil, die Klettervogel enthaltend, Heft I: Kuckuke und Faulvögel (Halberstadt, 1862–1863) online
  - IV. Theil, die Klettervogel enthaltend, Heft 2: Spechte (Halberstadt, 1863) online
- zusammen mit Moritz Richard Schomburgk, Christian Gottfried Ehrenberg, Franz Hermann Troschel, Wilhelm Ferdinand Erichson, Johannes Müller: Reisen in Britisch-Guiana in den Jahren 1840–1844: nebst einer Fauna und Flora Guiana's nach Vorlagen von Johannes Müller, Ehrenberg, Erichson, Klotzsch, Troschel, Cabanis und Andern, J. J. Weber, 1847
- zusammen mit Johann Jakob von Tschudi: Untersuchungen über die Fauna peruana, Druck und Verlag von Scheitlin und Zollikofer, 1844
- zusammen mit Anton Reichenow: Opuscula ornithologica: a collection of ornithological pamphlets
- zusammen mit Johann Jakob von Tschudi: Ornithologie, Druck und Verlag von Scheitlin und Zollikofer, 1845
- Ueber die systematische Stellung von Sylvia concolor Orb. als Typus einer neuen Gattung Xenospingus. In: Journal für Ornithologie. Band 15, Nr. 80, 1867, S. 347–349 (biodiversitylibrary.org).
- Vögel, 1869
- Ornithologische Notizen, 1847
- Herr Cabanis spricht über einen solchen Vogel aus China als Uroloncha Swinhoei n. sp. In: Journal für Ornithologie. Band 30, Nr. 4, 1882, S. 462–463 (biodiversitylibrary.org).